# Kenta Kifuji
Kenta Kifuji (木藤 健太 Kifuji Kenta?, nacido el 5 de octubre de 1981 en Nagasaki) es un exfutbolista japonés. Jugaba de defensa y su último club fue el Montedio Yamagata de Japón.

## Trayectoria

### Clubes
| Club              | País  | Año         |
| ----------------- | ----- | ----------- |
| Avispa Fukuoka    | Japón | 2004 - 2005 |
| Montedio Yamagata | Japón | 2006 - 2009 |